# Mrîn, Nosivka
Mrîn (în ucraineană Мрин) este o comună în raionul Nosivka, regiunea Cernihiv, Ucraina, formată numai din satul de reședință.

## Demografie
Componența lingvistică a comunei Mrîn
     Ucraineană (97,4%)
     Rusă (2,18%)
     Alte limbi (0,17%)
Conform recensământului din 2001, majoritatea populației comunei Mrîn era vorbitoare de ucraineană (97,4%), existând în minoritate și vorbitori de rusă (2,18%).